# Volverás (песня Рики Мартина)
«Volverás» (рус. Ты вернешься) — седьмой сингл с альбома Рики Мартина A Medio Vivir. Он был выпущен 6 января 1997 в латиноамериканских странах.

## Клип
Клип был снят в январе 1997 г. в Нью-Йорке.

## Появление в чарте
Песня достигла шестой строки в Latin Pop Songs в США в 1997 г.
После успеха «Maria» и «Te Extraño, Te Olvido, Te Amo» во Франции, «Volverás» был выпущен там синглом в феврале 1998 г. Он достиг пика на сорок-восьмой строке.

## Форматы и трек-листы
US promotional CD single
1. «Volverás» — 4:53

## Чарты
| Чарт (1997)                  | Наивысшая позиция |
| ---------------------------- | ----------------- |
| US Billboard Hot Latin Songs | 6                 |
| US Billboard Latin Pop Songs | 2                 |
| US Billboard Tropical Songs  | 17                |
| Чарт (1998)                  | Наивысшая позиция |
| French Singles Chart         | 48                |

### Годовые чарты
| Чарт (1997)                  | Позиция |
| ---------------------------- | ------- |
| US Billboard Hot Latin Songs | 33      |
| US Billboard Latin Pop Songs | 10      |